# Ștefan Nanu
Ștefan Nanu (Filias, 8 september 1968) is een Roemeens voetballer, die vanaf het seizoen 1999/2000 vier jaar voor Vitesse speelde. In die periode speelde hij 61 wedstrijden en scoorde hij eenmaal.

## Clubcarrière
De verdediger kwam in 1999 over van de Roemeense landskampioen Rapid Boekarest, waar hij drie jaar speelde. Daarvoor kwam hij uit voor Electroputere Craiova en Farul Constanta. Na zijn vertrek uit Arnhem keerde Nanu terug naar Roemenië: eerst een half jaar bij Steaua Boekarest, daarna anderhalf jaar bij Otelul Galati. 
In de zomer van 2005 vertrok Nanu naar Poiana Campina, dat uitkomt in de Roemeense tweede divisie. Hij werd er actief als speler-coach.
In het najaar van 2014 is de verdediger woonachtig te Roswinkel waar hij het voetbal weer heeft opgepakt bij SC Roswinkel

## Interlandcarrière
Nanu speelde zeven interlands. Hij debuteerde op 28 april 1999 in de vriendschappelijke thuiswedstrijd tegen België, die met 1-0 werd gewonnen door een doelpunt van Ionel Ganea.